# Natronotalea
Natronotalea es un género de bacterias gramnegativas de la familia Rhodothermaceae. Actualmente (2023) sólo contiene una especie: Natronotalea proteinilytica. Fue descrita en el año 2017. Su etimología hace referencia a bacilo amante de la soda. El nombre de la especie hace referencia a la disolución de proteínas. Es inmóvil, aerobia estricta, organoheterótrofa. Tiene forma de bacilos de 0,5 μm de ancho por 5-15 μm de largo. Las colonias son planas y de color anaranjado-rojo. Es haloalcalífila extrema, con un pH de crecimiento entre 8,2-10,2, óptimo de 9,5-9,8, y con una salinidad necesaria para crecer de 2-4,5 M. Tiene un contenido de G+C de 55,9%. Se ha aislado del sedimento de lagos hipersalinos en Rusia. 